# Chicourt
Chicourt település Franciaországban, Moselle megyében. Lakosainak száma 89 fő (2022. január 1.). Chicourt Bréhain, Château-Bréhain, Frémery, Lesse, Lucy, Oron és Villers-sur-Nied községekkel határos.

## Népesség
A település népességének változása:
| Lakosok száma | 115  | 109  | 102  | 101  | 85   | 95   | 96   | 91   | 89   | 89   |
|               | 1968 | 1982 | 1990 | 2006 | 2013 | 2015 | 2017 | 2019 | 2020 | 2022 |